# 碧山寺
碧山寺，又名广济茅蓬、普济寺、护国寺、北山寺，位于山西五台山，汉传佛教著名的十方禅寺，汉族地区佛教全国重点寺院之一。

## 历史
该寺建于北魏，后重修于明朝，清乾隆年间改名为碧山寺，宣统年间，又称为广济茅蓬。宣统二年，乘参、恒修法师朝礼五台山北台顶时，时遇冻雨，路有死者。两位法师使山上茅庐与山下碧山寺联成一体。该寺无偿接纳各方游僧、方丈和尚实行选贤制、丛林师父度的弟子不得在本寺常住。因此，碧山寺名声大振。民国时期，虚云、圆瑛、印光三位法师都曾在此讲经传法。

## 建筑特色
碧山寺为典型汉传佛教寺院，中轴线上依次为天王殿、雷音宝殿、戒坛殿、藏经殿。
- 天王殿，供奉弥勒佛、两侧立四大天王，后立有护法神韦驮。特殊的是，这些圣像都装在龛内或壁窗内。元高僧金壁峰、明朝名僧古月禅师都在此讲法。
- 雷音宝殿，殿内正中供毗卢佛，两壁供十二菩萨。大殿左山墙外壁，嵌有一块明万历年间的石刻题诗，传闻宋朝杨家将中杨五郎、以及民国时手刃杀父凶手的施剑翘都在出家[4]。
- 戒坛殿。殿内设有青石戒坛，为五台山唯一的戒坛。建于北魏孝文帝时，法聪法师曾在此开讲《四分律》弘扬律宗。
- 藏经殿，曾存有雍正时刻大藏经。大殿中后墙，塑有弥勒佛像，以作坐的姿势，双腿自然下垂，脚蹬地上，意喻《弥勒下生经》中“弥勒下生”[5]。
- 寺碑。有明成化重修碑记、明弘治石刻经幢、康熙十九年御制五台碧山寺碑等。